# Agustín Della Corte
Agustín Della Corte Bertoni (Paysandú, 11 de septiembre de 1997) es un actor, modelo y exrugbier uruguayo. Jugador en la posición de centro, formó parte del plantel de la selección de rugby de Uruguay entre 2017 y 2020. Participó por primera vez en una Copa del Mundo de Rugby en 2019.
Obtuvo amplio reconocimiento internacional tras interpretar a Antonio Tintín Vizintín en la película La sociedad de la nieve, basada en el accidente del vuelo 571 de la Fuerza Aérea Uruguaya.

## Trayectoria

### Deportiva
Della Corte comenzó a jugar al rugby a una temprana edad, en el Trébol Rugby Club de su ciudad natal. Hizo su debut internacional con Uruguay contra Italia emergente el 10 de junio de 2017.
Participó por primera vez en una Copa del Mundo de Rugby en la edición de 2019, realizada en Japón. Allí debutó en el tercer partido de Uruguay, que se enfrentó a Gales. En 2020 fue fichado por Peñarol Rugby; sin embargo, hacia finales de ese año se retiró de la práctica profesional del deporte.

### Actoral
En 2021 tras realizar un casting dirigido a deportistas, fue seleccionado como parte del elenco de la película La Sociedad de la Nieve, dirigida por Juan Antonio Bayona y basada en la historia real del vuelo 571 de la Fuerza Aérea Uruguaya, en el cual un grupo de rugbiers uruguayos se estrellaron en la cordillera de los Andes en 1972. Della Corte interpretó a Antonio Tintín Vizintin, uno de los 16 sobrevivientes, y para el rodaje debió perder 27 kilos.
En julio de 2024 fue confirmado como integrante del elenco principal de la serie juvenil de Netflix, Olympo, prevista a estrenarse en 2025.

## Vida personal
En 2017 se matriculó en la Universidad de Montevideo para cursar la Licenciatura en Dirección y Administración de Empresas, así como la carrera de Contador Público.
En febrero de 2024 confirmó que estaba en una relación con la actriz Paula Baldini, con quien compartió rodaje en La Sociedad de la Nieve.

## Filmografía

### Cine
| Año  | Título                  | Papel                     | Dirección           |
| ---- | ----------------------- | ------------------------- | ------------------- |
| 2023 | La sociedad de la nieve | Antonio «Tintín» Vizintín | Juan Antonio Bayona |
| 2024 | Linda                   | Blas                      | Mariana Wainstein   |
| 2025 | Papeles                 | Yago                      | Arturo Montenegro   |

### Televisión
| Año  | Título | Papel       | Notas   |
| ---- | ------ | ----------- | ------- |
| 2025 | Olympo | Roque Pérez | Netflix |